# タオルペーパー

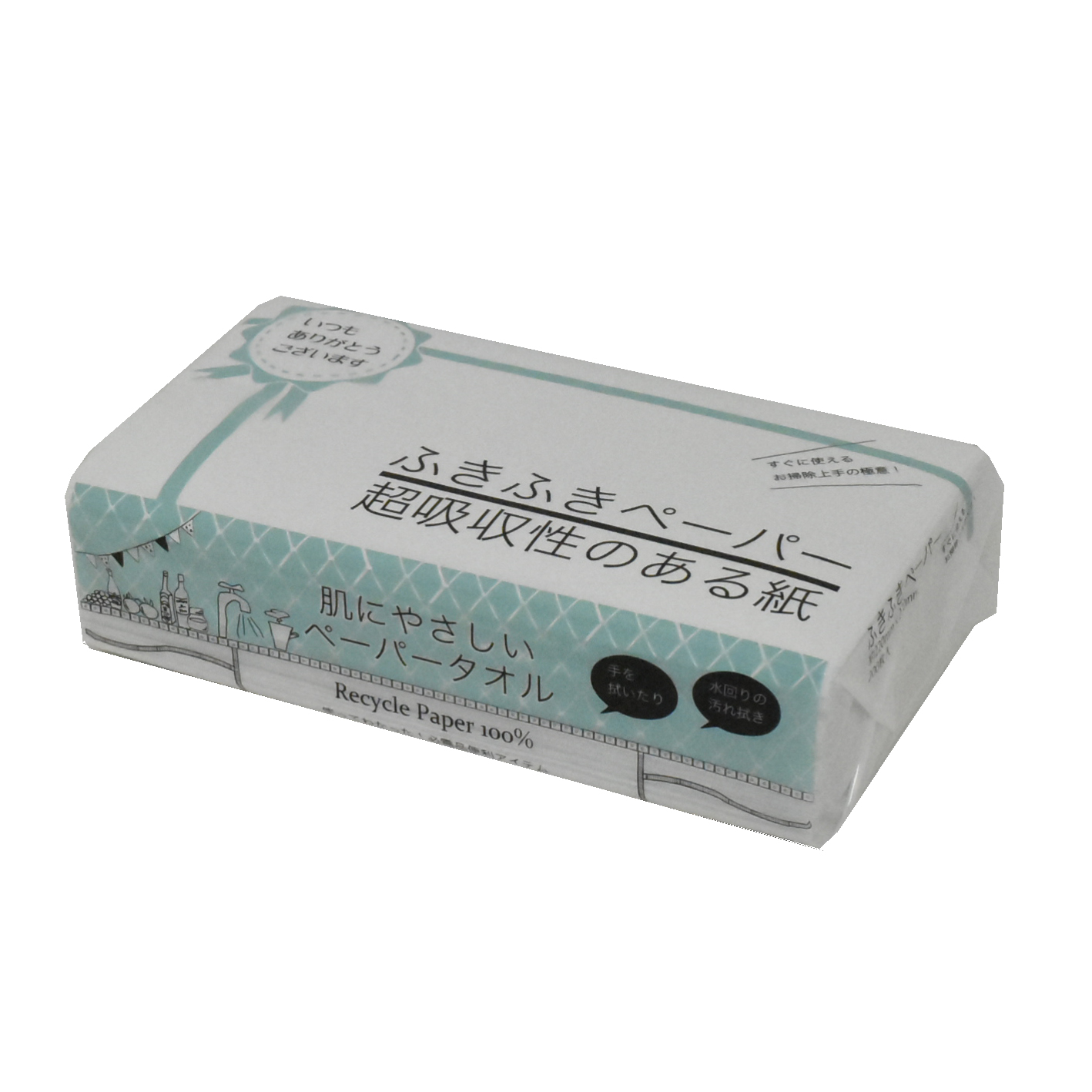
タオルペーパー２００枚入り　中判サイズ220mmx230mm(紺屋商事株式会社製)

タオルペーパーあるいはペーパータオルは、濡れた手を拭いて乾かしたり、汚れを拭い取るために使われる吸水性に優れ柔軟ながら丈夫な紙をつかった日用品（消耗品）である。

## 概要
タオルペーパーは、いわゆる衛生用品の一種で、トイレで用便し手洗いした後に、その手の水を拭い取るために使われる使い捨てのタオルである。面積を広くして吸水性を高めるため、もしくは手触りや柔軟性を増すためにエンボス加工で細かい凹凸や畝があるものも少なくない。これらは一定枚数が折り畳まれた状態でビニール袋のパッケージか、ロール状になっていて何本かパックに入れられて販売されている。更には、大口需要家に対応して、そのコンパクトなパッケージが数十単位で治められた段ボール箱単位でも販売されている。
こういった物品は、商店や飲食店・宿泊施設などの公共性があり不特定多数が使うが、顧客の利便性のためそれなりの衛生維持コストが掛けやすいトイレでの設置と利用が見られ、また衛生管理の徹底という観点から様々な使い捨ての衛生用品が使われる病院などでも利用が見られる。これら公共のトイレでは、ペーパータオルを衛生的に収納し、一枚一枚衛生的に取り出せるよう工夫された壁付けのディスペンサー（Paper towel dispenser）と呼ばれる箱が利用されていることも多く、それらは洗面台脇に設置されている。
一般の家庭では不特定多数が利用しないし、更には手を拭うたびに使い捨てにされるタオルペーパーはごみを増やすこと、またタオルを使って適時洗えば必要十分であることなどの理由もあって余りトイレには利用されていないが、それ以外の雑巾や布巾など掃除用品（→清掃用具）の一種としての利用が見出せる。これらでは、トイレットトレーニング中の幼児がいる家庭で、「便器を外してしまった」際にこぼれたものを拭き取ったり、トイレ以外の掃除（似た分野では化学雑巾やウェット雑巾なども）に利用される。
なお余禄とはなるが、一般的に見られるディスペンサーの多くは、前述のビニール袋パッケージ3-4個程度の容量を持つ。ロール状のものはトイレットペーパーのホルダに似た構造のディスペンサに収められるが、トイレットペーパーに比べると、かなり幅広である。

## 類似する日用品
キッチンペーパーは、台所のちょっとした掃除などからフライなど料理を盛り付ける際にも利用されているが、ペーパータオルではコストの面から余り漂白されず再生紙が利用されるところを、キッチンペーパーでは食品に直接触れる使われ方もするため、衛生や見た目に配慮してバージンパルプ（あるいは牛乳パックなど品質管理がしやすい単独原料）が使われているなどの違いがある。ただ、両者の違いはしばしば曖昧で、キッチン用品としてのキッチンペーパー（ことロール状になっているもの）を英語ではPaper towelと呼び、両者は余り区別されていないようである。しかしキッチン用Paper towelとトイレ用Paper towelは製品として明確に区別されており、パッケージに調理用か衛生用か明示されている。
ちり紙も一枚辺りの大きさや用途などの面で似たところがあるが、ちり紙は水洗トイレで使っても問題ないよう薄く水に溶けやすくなっているが、タオルペーパーでは厚手で水に溶けにくい。このため水洗トイレに流すと詰まりの原因となることもある。
ティッシュペーパーは、その用途において簡易的に何かを拭ったりすることもあるが、タオルペーパーに比べ遥かに薄く、手を拭うのには不向きである。一方でタオルペーパーでは硬すぎ、鼻をかむことには向かない。
ついでながら、トイレットペーパーはタオルペーパーの代用とし難い。濡れた手で扱えば張り付いてしまうばかりではなく、細かくちぎれてなお厄介なことになるためである。ただ日本ではトイレットペーパーといえば柔らかいロール紙ではあるが、地域によってはタオルペーパーほどではないにせよ、ちり紙よりも硬く厚い紙を使うところもあり、その場合においては両者の違いは曖昧である。